# 엘 (드라마)
《엘》(영어: Elle)은 아마존 프라임 비디오에서 공개 예정인 미국의 코미디 드라마이다. 영화 《금발이 너무해》 시리즈의 프리퀄 작품으로, 시리즈의 주인공인 엘 우즈의 고등학교 시절을 다룬다. 배우 렉시 마인트리가 엘 우즈 역을 맡았다.